# LibX
LibX浏览器工具栏，可由公共图书馆和学术图书馆针对各自的文献资源自行定制，为用户快速访问其资源提供方便。

## 开发历史
LibX最初作为Firefox浏览器的扩展发布，现在也支持Internet Explorer。

## 特点
- 创建简单，交互式生成工具栏
- 工具栏和右键菜单
- 用户可自行调整菜单细节
- 支持OpenURL
- 支持Google学术搜索
- 使用搜索引擎和访问网络书店时提示是否有馆藏
- 文献信息自动转换为链接（ISBN、ISSN、DOI等等）
- 通过EZProxy或WAM支持校外访问资源
- 支持CiteULike
- 支持COinS
- 支持xISBN
- 快捷键切换显示/隐藏状态

## 参見
- Zotero